# Cardiff Rugby
Cardiff Rugby (wal.: Rygbi Caerdydd) ist eine Rugby-Union-Mannschaft in der walisischen Stadt Cardiff. Sie sind die Profimannschaft des Cardiff Rugby Football Club und spielen in der internationalen Meisterschaft United Rugby Championship sowie im englisch-walisischen Pokalwettbewerb Anglo-Welsh Cup. Von 2003 bis 2021 hieß die Mannschaft Cardiff Blues. Die Heimspiele werden im Cardiff Arms Park ausgetragen.

## Geschichte
Bis zur Saison 2003/04 war der walisische Rugby in einer typischen Ligenpyramide gegliedert, mit neun professionellen Vereinen in der obersten Liga. Das System ähnelte somit der English Premiership und der Top 14 in Frankreich. Allerdings erwies sich der walisische Markt als zu klein für neun Profimannschaften. Daraufhin begannen die neun Profi-Vereine, sich zu regionalen Mannschaften zusammenzuschließen. Der Cardiff Rugby Football Club fusionierte als einziger nicht mit anderen Vereinen und gründete am 6. Juni 2003 die Profimannschaft Cardiff Blues. Die Amateur- und Juniorenmannschaften firmieren weiterhin unter der ursprünglichen Bezeichnung. 2021 wurde der Verein in Cardiff Rugby umbenannt.

## Regionale Aufteilung

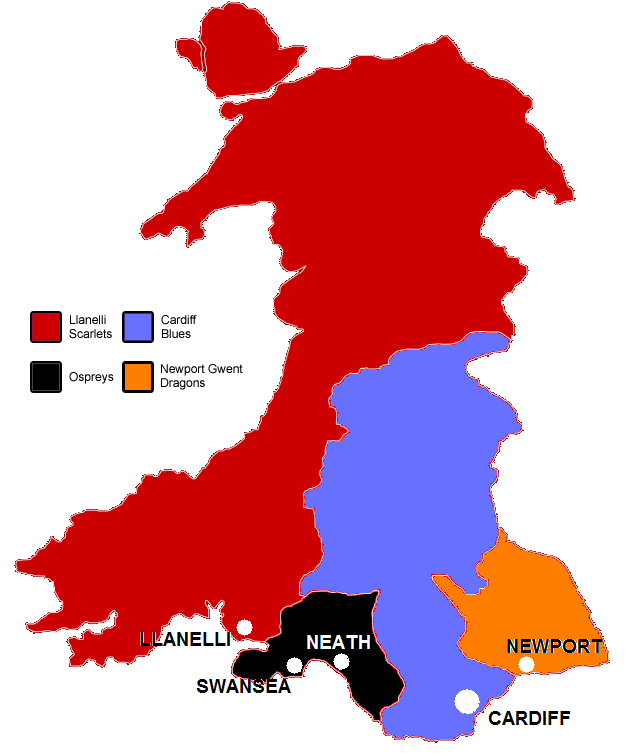
Walisische Rugby-Regionen

Der professionelle Rugby in Wales basiert auf vier Franchises, die im Besitz des Verbandes Welsh Rugby Union sind und ein bestimmtes Gebiet abdecken. Das Franchise der Cardiff Blues umfasst die Stadt Cardiff, das Vale of Glamorgan, Teile der alten Grafschaft Mid Glamorgan und das südliche Powys. Die Cardiff Blues dürfen sämtliche Spieler, die in diesem Gebiet spielen, in ihren Kader aufnehmen.
Ursprünglich deckten die Cardiff Blues nur Cardiff und das Vale of Glamorgan ab. Die übrigen Gebiete gehörten zu den Celtic Warriors. Diese Franchise wurde aber 2004 nach nur einer Saison aufgelöst. Die Cardiff Blues arbeiten eng mit den Schulen und Vereinen in dem ihr zugeteilten Gebiet zusammen und besitzen eine Rugby-Akademie für Elitespieler im Juniorenalter (16 Jahre und älter).

## Stadion
Seit Mitte 2012 sind die Blues wieder im Cardiff Arms Park beheimatet, dem ehemaligen walisischen Rugby-Nationalstadion, das vom unmittelbar angrenzenden Millennium Stadium überragt wird. Gelegentlich wird für Spiele mit großem Zuschauerinteresse das Millennium Stadium genutzt.
Zwischen Juni 2009 und 2012 haben die Cardiff Blues ihre meisten Heimspiele im Cardiff City Stadium ausgetragen, das mit 26.800 Plätzen eine deutlich größere Kapazität als der Arms Park aufweist. Dieses Stadion wird derzeit vom Fußballclub Cardiff City genutzt.

## Erfolge
- European Rugby Champions Cup: Halbfinale 2009
- United Rugby Championship: Vizemeister 2007, 2008
- Anglo-Welsh Cup: Sieger 2009
- European Rugby Challenge Cup: Sieger 2010

## Spieler

### Aktueller Kader
Der Kader für die Saison 2019/2020:

### British and Irish Lions
Die folgenden Spieler wurden für die British and Irish Lions nominiert.
| Tour | Spieler                          |
| ---- | -------------------------------- |
| 2005 | Gethin Jenkins                   |
| 2005 | Tom Shanklin                     |
| 2005 | Martyn Williams                  |
| 2009 | Leigh Halfpenny                  |
| 2009 | Gethin Jenkins (2. Nominierung)  |
| 2009 | Andy Powell                      |
| 2009 | Jamie Roberts                    |
| 2009 | Tom Shanklin (2. Nominierung)    |
| 2009 | Martyn Williams (2. Nominierung) |
| 2013 | Alex Cuthbert                    |
| 2013 | Leigh Halfpenny (2. Nominierung) |
| 2013 | Jamie Roberts (2. Nominierung)   |
| 2013 | Sam Warburton                    |
| 2017 | Sam Warburton (2. Nominierung)   |

### Rekorde

#### Meiste Spiele
|     | Name            | Spiele |
| --- | --------------- | ------ |
| 1.  | Taufa‘ao Filise | 255    |
| 2.  | Gethin Jenkins  | 195    |
| 4.  | Lloyd Williams  | 194    |
| 4.  | T. Rhys Thomas  | 182    |
| 5.  | Deiniol Jones   | 175    |
| 6.  | Josh Navidi     | 170    |
| 7.  | Scott Andrews   | 167    |
| 8.  | John Yapp       | 164    |
| 9.  | Tom James       | 163    |
| 10. | Macauley Cook   | 160    |

#### Meiste Versuche
|    | Name           | Versuche |
| -- | -------------- | -------- |
| 1. | Tom James      | 60       |
| 2. | Alex Cuthbert  | 46       |
| 3. | Lloyd Williams | 30       |
| 4. | Jamie Robinson | 29       |
| 5. | Tom Shanklin   | 28       |
| 6. | Chris Czekaj   | 26       |
| 7. | Dan Fish       | 26       |
| 8. | Kristian Dacey | 25       |
| 9. | Nicky Robinson | 22       |
| 9. | Xavier Rush    | 22       |

#### Meiste Punkte
|     | Name            | Punkte |
| --- | --------------- | ------ |
| 1.  | Ben Blair       | 1078   |
| 2.  | Nicky Robinson  | 670    |
| 3.  | Gareth Anscombe | 615    |
| 3.  | Rhys Patchell   | 615    |
| 5.  | Leigh Halfpenny | 568    |
| 6.  | Dan Parks       | 347    |
| 7.  | Ceri Sweeney    | 331    |
| 8.  | Steve Shingler  | 301    |
| 9.  | Tom James       | 300    |
| 10. | Jarrod Evans    | 283    |